# Edgar Morais
Edgar Morais (nascido a 25 de junho de 1989) é um ator, realizador português e argumentista. Os seus trabalhos como realizador incluem “Heatstroke” (2019) e a curta-metragem “We Won’t Forget” (2021). Edgar ganhou o prémio de Melhor Ator no Festival Internacional de Cinema de Prishtina pela sua prestação no filme "A Cup of Coffee and New Shoes On" (2022) assim como excelentes críticas pela imprensa internacional, incluindo a Variety e a Screen International. O filme foi submetido aos Oscars.

## Carreira como ator
Edgar estudou na Escola Profissional de Teatro de Cascais e teve a sua estreia como ator de cinema em 2007 no filme Daqui P'rá Frente realizado por Catarina Ruivo onde interpretou Nelson.
Em teatro Edgar participou em vários espetáculos, dos quais se destacam The Kitchen de Arnold Wesker encenada por Carlos Avilez e A Tragédia de Julio César, de William Shakespeare encenada por Luís Miguel Cintra, no São Luiz Teatro Municipal (vencedor do Globo de Ouro para Melhor Espetáculo do Ano).
Em 2008 Edgar muda-se para Los Angeles onde estuda com a mestre internacional de representação Ivana Chubbuck no Ivana Chubbuck Studio e participa nas séries de televisão CTRL, criada por Robert Kirbyson e em Fact Checkers Unit ambas do canal norte-americano NBC, e nas curtas metragens Greece, realizada por Sarah Deakins, e Saudade, realizada pela atriz Q'orianka Kilcher.
Em 2011 Edgar teve uma participação especial no videoclipe para a música Miss Nothing da banda The Pretty Reckless, da qual a vocalista é Taylor Momsen protagonista da série de sucesso mundial Gossip Girl e do filme Paranoid Park de Gus Van Sant.
Entre os vários projetos de que fez parte, destaca-se a sua participação no filme Joshua Tree, 1951: A Portrait of James Dean realizado por Matthew Mishory (Palm Springs International Film Festival; Santa Barbara International Film Festival), na série The Monogamy Experiment realizada por Amy Rider, e no filme Oh Gallow Lay, de Julian Wayser (Festival Internacional de Cinema de Veneza), em Marfa Girl 2 do conceituado realizador norte-americano Larry Clark, na curta-metragem Anjo (You See the Moon), escrita e realizada por Miguel Nunes (IndieLisboa; Curtas Vila do Conde; CPH: DOX) e no filme Restos do Vento, realizado por Tiago Guedes (Festival de Cannes).
Em 2022, A Cup of Coffee and New Shoes On, filme candidato aos Oscars realizado por Gentian Koçi, no qual Edgar Morais interpreta Gezim um surdo-mudo que descobre que em breve vai perder a visão tem a sua estreia mundial em competição no Tallinn Black Nights Film Festival na Estónia, e é posteriormente seleccionado para múltiplos festivais internacionais incluindo o Festival de Cinema de Gotemburgo e o Festival de Cinema de Salonica onde venceu o Prémio do Público. O filme foi a submissão oficial da Albânia aos Oscars de 2023.
A 18 de Setembro de 2023, Edgar Morais vence o prémio de Melhor Actor no Festival Internacional de Prishtina pelo seu desempenho no filme A Cup of Coffee and New Shoes On. Edgar Morais recebe elogios da critica internacional nomeadamente pela revista de cinema norte-americana Variety  e pela britânica Screen International que referem o seu desempenho como uma das melhores interpretações do ano.
A 21 de Dezembro de 2023 é anunciado que O Pior Homem de Londres realizado por Rodrigo Areias e produzido por Paulo Branco no qual Edgar Morais interpreta o controverso artista britânico Simeon Solomon é selecionado para o Festival Internacional de Cinema de Roterdão onde tem a sua estreia mundial em competição oficial em Janeiro de 2024.
Edgar Morais poderá ser visto brevemente em Chalk, filme de Victoria Mahoney onde contracena ao lado de Shiloh Fernandez, com estreia prevista para 2025 e no filme norte-americano Lovely, Dark and Deep realizado por Teresa Sutherland (Competição no Fantasia International Film Festival de 2023).
Edgar Morais divide o seu tempo entre Portugal e os Estados Unidos.

## Carreira como realizador
Edgar Morais começou a sua carreira como realizador ao realizar videoclipes para várias bandas norte-americanas, das quais se destacam MOTHXR e Shiny Toy Guns (banda nomeada para um Grammy com o albúm We Are Pilots).
Em 2019, Edgar estreia-se na realização com a curta-metragem Heatstroke (Insolação), com Leah Pipes, Michael Welch e Paul James Jordan no elenco. O filme teve a sua estreia mundial no IndieLisboa a 4 de Maio desse ano, onde competiu para o prémio de Melhor Curta-Metragem. Heatstroke passou em competição em vários festivais pelo mundo fora incluindo Tallinn Black Nights Film Festival, Maryland Film Festival, Beverly Hills Film Festival, FEST New Directors/New Films e no Method Fest Independent Film Festival. Heatstroke venceu o prémio CinEuphoria para Melhor Argumento e Melhor Curta Metragem do Ano e passou consequentemente na RTP, no programa Cinemax.
A 25 de Junho de 2021, We Won't Forget, a segunda curta-metragem escrita, realizada e protagonizada por Edgar Morais (co-realizando com Lucas Elliot Eberl) estreia-se mundialmente no Palm Springs International ShortFest, tornando o filme exigível para os Óscar. Whitney Able, John Patrick Amedori, Paul James, Davida Williams e Caitlyn Folley contracenam no filme.
O filme foi seleccionado para competição oficial em mais de 25 festivais de cinema internacionais incluindo o Hamptons International Film Festival, Tirana International Film Festival, Woodstock Film Festival, Rooftop Films e IndieLisboa International Film Festival.
We Won't Forget venceu o Grand Jury Prize, assim como o prémio para Melhor Montagem no Castrovillari Film Festival e recebeu a Menção Honrosa do júri no FEST New Directors/New Films Festival e foi consequentemente distinguido com o Vimeo Staff Pick e menção no Short of The Week.
Em Maio de 2022 We Won't Forget é nomeado para Melhor Curta-Metragem de Ficção nos Prémios Sophia de 2022.
Edgar encontra-se em produção na sua primeira longa-metragem enquanto argumentista e realizador no filme Tu Acima de Tudo (You Above All). O filme é uma co-produção entre a Volpana e a Bando À Parte.

## Trabalho em fotografia
A sua exposição fotográfica It Lasts Forever teve estreia inaugural na Casa Do Comum em Lisboa, Portugal, em Março de 2024 e foi posteriormente exibida no FEST New Directors New Films Festival em Espinho, Portugal, em Junho de 2024. It Lasts Forever é uma seleção de momentos, retratos e paisagens que abrange os anos 2012-2023, capturados em Portugal, França, Albânia e EUA. A exposição foi elogiada pela crítica, com o Diário de Notícias a escrever: “Uma exposição notável. Uma experiência sobre intimidade e uma ideia de sopro de juventude. um olhar que convoca um jogo de citações com Nan Goldin, bem como uma despudorada convivência com a cultura da Califórnia."

## Prémios e reconhecimentos
Em 2023, Edgar Morais foi premiado com o prémio de Melhor Ator no Festival Internacional de Cinema de Prishtina pela sua prestação em A Cup of Coffee and New Shoes On, onde interpreta o surdo-mudo Gezim valendo-lhe múltiplos elogios pela imprensa internacional, incluindo a Variety e Screen International como "uma das melhores performances do ano". O filme foi a submissão oficial da Albânia aos Oscar.
Edgar recebeu o Grande Prémio do Júri e o prémio de Melhor Montagem no Festival de Cinema de Castrovillari; recebeu a Menção Honrosa do júri no FEST New Directors New Films Festival e foi nomeado para o Prémio da Academia Portuguesa (Sophia) pela sua curta-metragem We Won't Forget, que o mesmo escreveu e realizou.
Em 2024, Edgar fez parte do júri das secções de longa e curta-metragens de ficção, Gold e Silver Lynx, do FEST New Directors New Films Festival, e foi também um dos oradores convidados no festival juntado-se a outras personalidades do cinema presentes como Kenneth Lonergan, Melissa Leo e Nadine Labaki, integrando o painel “Direção de Atores: Técnicas e Desafios” no Directors Hub. Edgar fez parte do júri de outros festivais como o Castrovillari Film Festival, o Cinalfama Lisbon Film Festival e os Prémios Curtas.

## Filmografia
- Daqui P'rá Frente, Catarina Ruivo - 2007
- Coach Shane, Drew Renaud - 2009
- Greece, Sarah Deakins - 2010
- Saudade, Q'orianka Kilcher - 2010
- Miss Nothing (music video) - 2010
- Chasing Eagle Rock, Erick Avari - 2011
- Joshua Tree, 1951: A Portrait of James Dean, Matthew Mishory - 2011
- The Monogamy Experiment, Amy Rider - 2015
- Oh Gallow Lay, Julian Wayser - 2015
- Marfa Girl 2, Larry Clark - 2018
- You See the Moon, Miguel Nunes - 2018
- Heatstroke, Edgar Morais - 2019
- We Won't Forget, Edgar Morais & Lucas Elliot Eberl - 2021
- Restos do Vento, Tiago Guedes - 2022
- A Cup of Coffee and New Shoes On, Gentian Koçi - 2022
- Lovely, Dark and Deep, Teresa Sutherland - 2023
- The Worst Man in London, Rodrigo Areias - 2024
- Chalk, Victoria Mahoney - estreia prevista para 2025
- Super Past Car, João Salgado - estreia prevista para 2025
- You Above All, Edgar Morais e Luke Eberl - estreia prevista para 2025

## Na Televisão
- CTRL - 2009
- Fact Checkers Unit - 2010
- Fernão Lopes (RTP) - 2025